# Делиорман
Делиорман jе турцизам што значи Луда шума (буг. Луда гора).
Делиорман је централно градско подручје Првог бугарског царства са главним градовима Плиском и Великим Преславом.
Североисточно се улива у Добруџу; преко Дунава леже Береган и Влашка гора у Прекодунавске Бугарске; са западне стране доспева до реке Русенски Лом, а на југу до Старопланинског ланца. Варна је на истоку.
Фудбалски клуб Лудогорец носи његово име.

## Види jош
- Мадарски коњаник